# Kituba

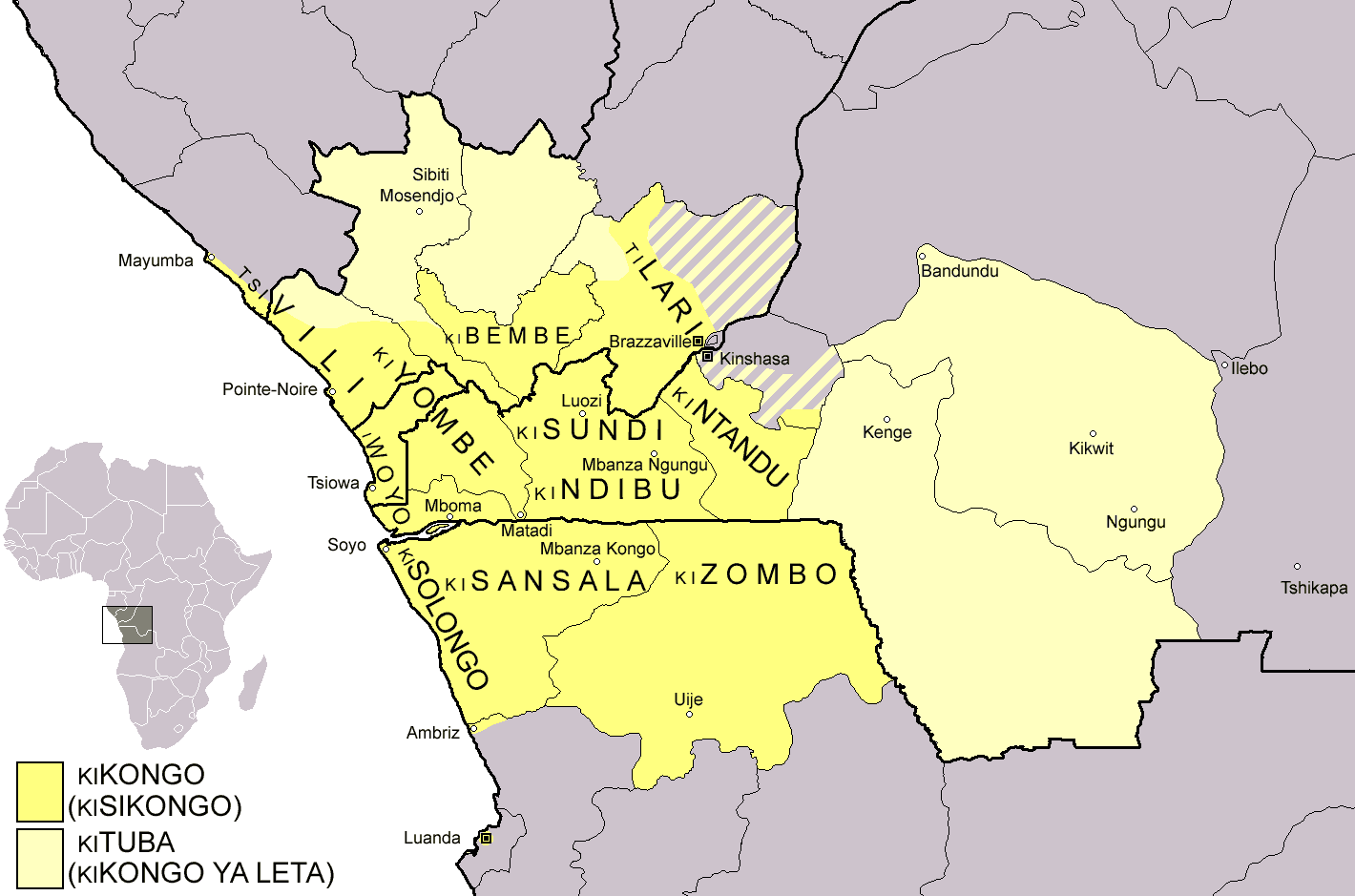
Het verspreidingsgebied van Kituba en het Kongo als lingua franca.

Het Kituba of Kikongo ya Leta is een Bantoetaal (C40 in Guthries classificatie) met ongeveer 5 miljoen eerste en tweede taalsprekers. Het Kituba wordt vandaag de dag gesproken in provincies Kwango, Kwilu en Centraal-Kongo van de Democratische Republiek Congo. Het is ook moedertaal van vele bewoners van Brazzaville en Pointe-Noire (in het buurland Republiek Congo).